# Жуков, Михаил Семёнович (партийный деятель)
Михаи́л Семёнович Жу́ков (1892, с. Дугна, Калужская губерния — 31 июля 1944, там же) — советский партийный деятель, ответственный секретарь Калужского губкома РКП(б) (1924—1925).

## Биография
Сын потомственного литейщика. Работал на Дугненском заводе и на московском заводе Михельсона. С 1913 г. служил на Балтийском флоте — машинист, старшина второй статьи линкора «Севастополь». 
В марте 1917 г. вступил в РСДРП(б). Участник Октябрьской революции.
- 1918—1920 гг. — военком Лущихинской волости, затем — Калужского уезда,
- 1920—1922 гг. — председатель исполнительного комитета Калужского уездного Совета,
- 1922 г. — ответственный секретарь Калужского уездного комитета РКП(б),
- 1922—1924 гг. — заведующий организационным отделом Калужского губернского комитета РКП(б).

В 1924—1925 гг. — ответственный секретарь Калужского губернского комитета РКП(б) — ВКП(б).
В 1925—1927 гг. — на учёбе в Москве, затем на ответственной партийной и хозяйственной работе в промышленности и строительстве в Москве, Нижнем Новгороде, Абхазии, Керчи.
Избирался делегатом XIII и XIV съездов РКП(б), XI и XII Всероссийских съездов Советов, членом ВЦИК.
В 1937 г. арестован, через два года освобождён. Вследствие надломленного в заключении здоровья доживал последние годы на родине, в селе Дугна.